# Synagoge (Romrod)

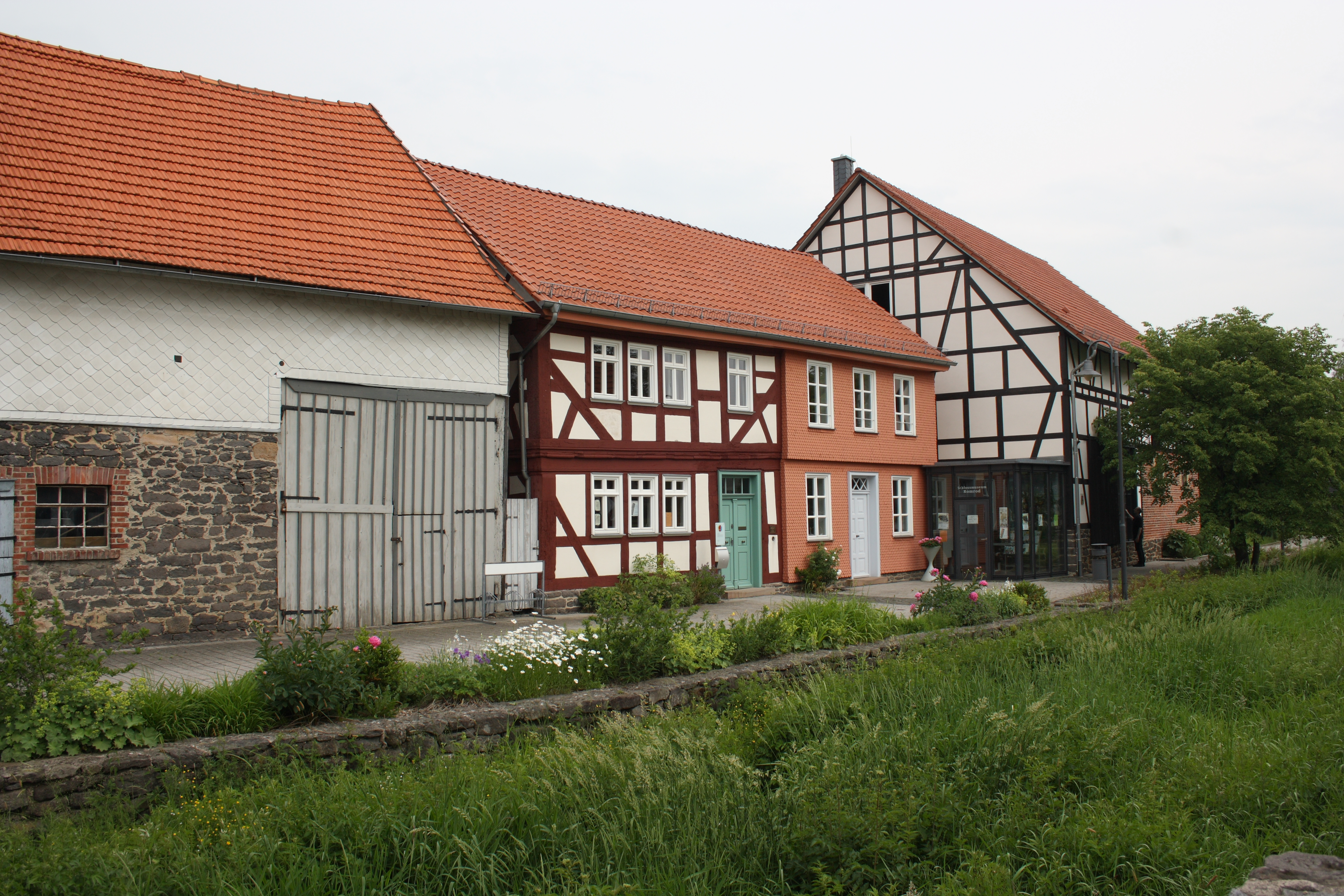
Synagoge mit Lehrerwohnung und Schulraum

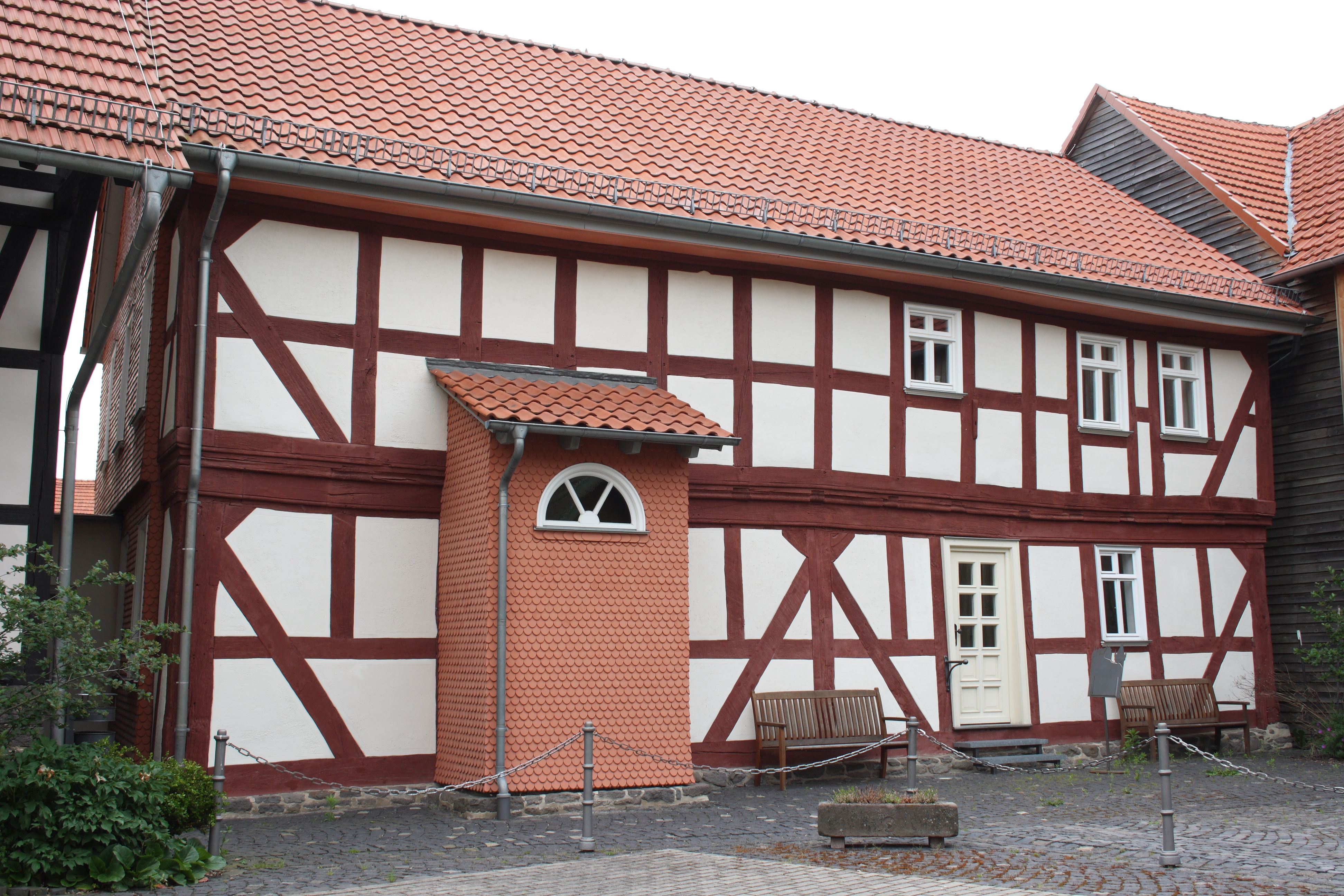
Nordostseite mit Vorbau für die Thoranische

Die Synagoge in Romrod, einer Stadt im Vogelsbergkreis in Hessen, befindet sich in einem 1722 als bäuerliches Wohn- und Wirtschaftsgebäude erbauten Haus. Die ehemalige Synagoge an der Schlossallee wurde 2001 bis 2006 denkmalgerecht saniert.

## Geschichte
Die Juden in Romrod besuchten zunächst die Gottesdienste in Angenrod beziehungsweise in Alsfeld. 1837 kaufte die Jüdische Gemeinde Romrod ein bäuerliches Anwesen und baute es in den folgenden Jahren zu einer Synagoge mit Schulraum, Lehrerwohnung und rituellem Bad (Mikwe) um. In der ehemaligen Scheune wurde der Synagogensaal mit einer Frauenempore im Obergeschoss untergebracht. Das rituelle Bad wurde in einer nordöstlich davon befindlichen Kammer eingerichtet. Der Umbau wurde vom Kreisbaumeister Sonnemann geleitet, der auch die klassizistische Synagogeneinrichtung entworfen hatte. Am 16. September 1843 fand die feierliche Einweihung statt.
Zu Beginn des 20. Jahrhunderts ging die Zahl der jüdischen Gemeindemitglieder so stark zurück, dass seit Mitte der 1930er Jahre kein Gottesdienst mehr abgehalten werden konnte. Die vier letzten Mitglieder der jüdischen Gemeinde verkauften das Gebäude im Oktober 1935 an einen Landwirt, der die ehemalige Synagoge als Scheune und Lager nutzte.
1988 kaufte die Stadt Romrod die ehemalige Synagoge und sanierte das Gebäude in den Jahren 2001 bis 2006. Am 16. Juni 2006 wurde die restaurierte Synagoge als Kulturhaus ehemalige Synagoge eröffnet. Sie wird seitdem für kulturelle Veranstaltungen genutzt. Erhalten und restauriert wurde auch die Innenausstattung der Synagoge mit der Unterkonstruktion des Toraschreines und der Empore.